# 합천 성산토성
합천 성산토성(陜川 城山土城)은 경상남도 합천군 쌍책면 성산리에 있는 토성이다. 다라국성이라고도 한다. 2018년 10월 4일 경상남도의 기념물 제293호로 지정되었다.

## 지정 사유
합천 성산토성은 가야제국의 일원으로 알려져 있는 다라국의 관방시설로서 추정되고 있는 유적으로 2009년부터 3차례에 걸친 발굴조사결과 토성의 축성구조와 범위가 밝혀졌으며 토성과 석성으로 이루어진 혼축성으로 그 학술적·역사적 가치가 큰 유적으로 평가받고 있다.
합천 성산토성은 인접한 다라국의 지배층 무덤인 옥전고분군과 일반 평민층의 무덤으로 추정되는 다라리 고분군 등과 함께 당시의 생활상을 파악할 수 있는 유적이며 황강 수계지역의 정치적 관계의 전개 과정을 밝힐 수 있는 중요한 유적이므로 경상남도 기념물로 지정한다.

## 같이 보기
- 다라국
- 합천 옥전 고분군 - 사적 제326호

## 참고 문헌
- 합천 성산토성 - 국가유산청 국가유산포털